# Spelaeomysis cochinensis
Spelaeomysis cochinensis är en kräftdjursart som beskrevs av Panampunnayil och Viswakumar 1991. Spelaeomysis cochinensis ingår i släktet Spelaeomysis och familjen Lepidomysidae. Inga underarter finns listade i Catalogue of Life.